# Araçoiaba da Serra
Araçoiaba da Serra est une ville brésilienne de l'État de São Paulo.

## Démographie
| Évolution de la population (municipalité) | Évolution de la population (municipalité) | Évolution de la population (municipalité) | Évolution de la population (municipalité) |
| Année                                     | Population                                |                                           | %±                                        |
| ----------------------------------------- | ----------------------------------------- | ----------------------------------------- | ----------------------------------------- |
| 1920                                      | 9 937                                     |                                           |                                           |
| 1940                                      | 10 916                                    |                                           | 9,9%                                      |
| 1950                                      | 10 711                                    |                                           | −1,9%                                     |
| 1960                                      | 12 220                                    |                                           | 14,1%                                     |
| 1970                                      | 6 557                                     |                                           | −46,3%                                    |
| 1980                                      | 8 539                                     |                                           | 30,2%                                     |
| 1991                                      | 14 544                                    |                                           | 70,3%                                     |
| 2000                                      | 19 816                                    |                                           | 36,2%                                     |
| 2010                                      | 27 299                                    |                                           | 37,8%                                     |
| 2022                                      | 32 443                                    |                                           | 18,8%                                     |
| ,                                         |                                           |                                           |                                           |